# Legend of the Lost
Legend of the Lost (bra: A Lenda dos Desaparecidos; prt: A Cidade Perdida) é um filme norte-americano de 1957, do gêneros aventura, dirigido por Henry Hathaway e estrelado por John Wayne e Sophia Loren.

## A produção
Único filme em que John Wayne e Sophia Loren trabalharam juntos, Legend of the Lost foi rodado no deserto do Saara.[carece de fontes?]
Os maiores elogios da crítica vão para a fotografia do premiado Jack Cardiff.
Por essa época, o astro Wayne procurava desvencilhar-se dos papéis de herói do Velho Oeste e da Segunda Guerra Mundial, que lhe deram fama. Legend of the Lost faz parte desse esforço, juntamente com, por exemplo, The Sea Chase, The Conqueror e The Barbarian and the Geisha.

## Sinopse
Paul Bonnard (Rossano Brazzi) chega em Tombuctu e contrata o guia Joe January (John Wayne) para levá-lo através do deserto, onde espera encontrar um tesouro que seu pai dizia existir por lá. A prostituta Dita (Sophia Loren) segue-os na viagem, embevecida que está por Paul. Descoberto o tesouro na cidade perdida de Timgrad, Paul foge levando tudo. Agora, Joe e Dita tentam sobreviver, entregues à sede, fome e intempéries, como tempestades de areia.

## Elenco
| Ator/Atriz        | Personagem   |
| ----------------- | ------------ |
| John Wayne        | Joe January  |
| Sophia Loren      | Dita         |
| Rossano Brazzi    | Paul Bonnard |
| Kurt Kasznar      | Dukas        |
| Sonia Moser       | Moça         |
| Angela Portaluri  | Outra moça   |
| Ibrahim El Hadish | Galli Galli  |